# Aubari
Aubari, Awbārī (arab. ‏أوباري‎), dawniej Ubari – miasto w oazie w południowo-zachodniej Libii; siedziba gminy Wadi al-Hajat; 44 tys. mieszk. (2005); ośrodek handlowo-usługowy regionu sadowniczego; węzeł komunikacyjny na dawnym szlaku karawan.